# Oriental Brewery
Oriental Brewery é uma empresa de bebidas da Coreia do Sul fundada em 1952 pelo grupo industrial Doosan, em 1998 foi vendida para a Interbrew e por sua vez foi incorporada pela Inbev em 2004, é a maior cervejaria da Coreia do Sul.
Em julho de 2009 a AB InBev vendeu a empresa por US$ 1,8 bilhão ao fundo de investimento estadunidense KKR devido a compra da Anheuser-Busch pela InBev por US$ 52 bilhões em 2008.
Em janeiro de 2014 a AB Inbev anunciou a compra da Oriental Brewery por US$ 5,8 bilhões, com a aquisição a AB InBev conquista a liderança no mercado de cervejas da Coreia do Sul e é também uma grande exportadora de bebidas daquele país, as cervejas da Oriental Brewery são produzidas a base de arroz e suas marcas são a OB, Cass e a Cafri, em 2013 o Ebtida da empresa foi de US$ 500 milhões.

## Marcas
- OB Lager
- Cass Lager
- Cass Light
- Cass X2
- OB Light
- Cass Red
- Cafri